# ギャロトーン・ギター

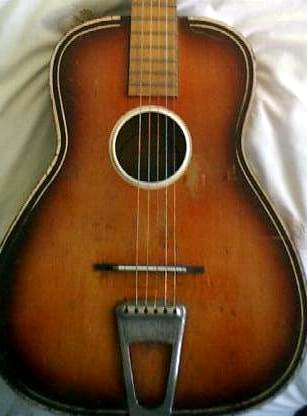
Gallotone Champion Guitar

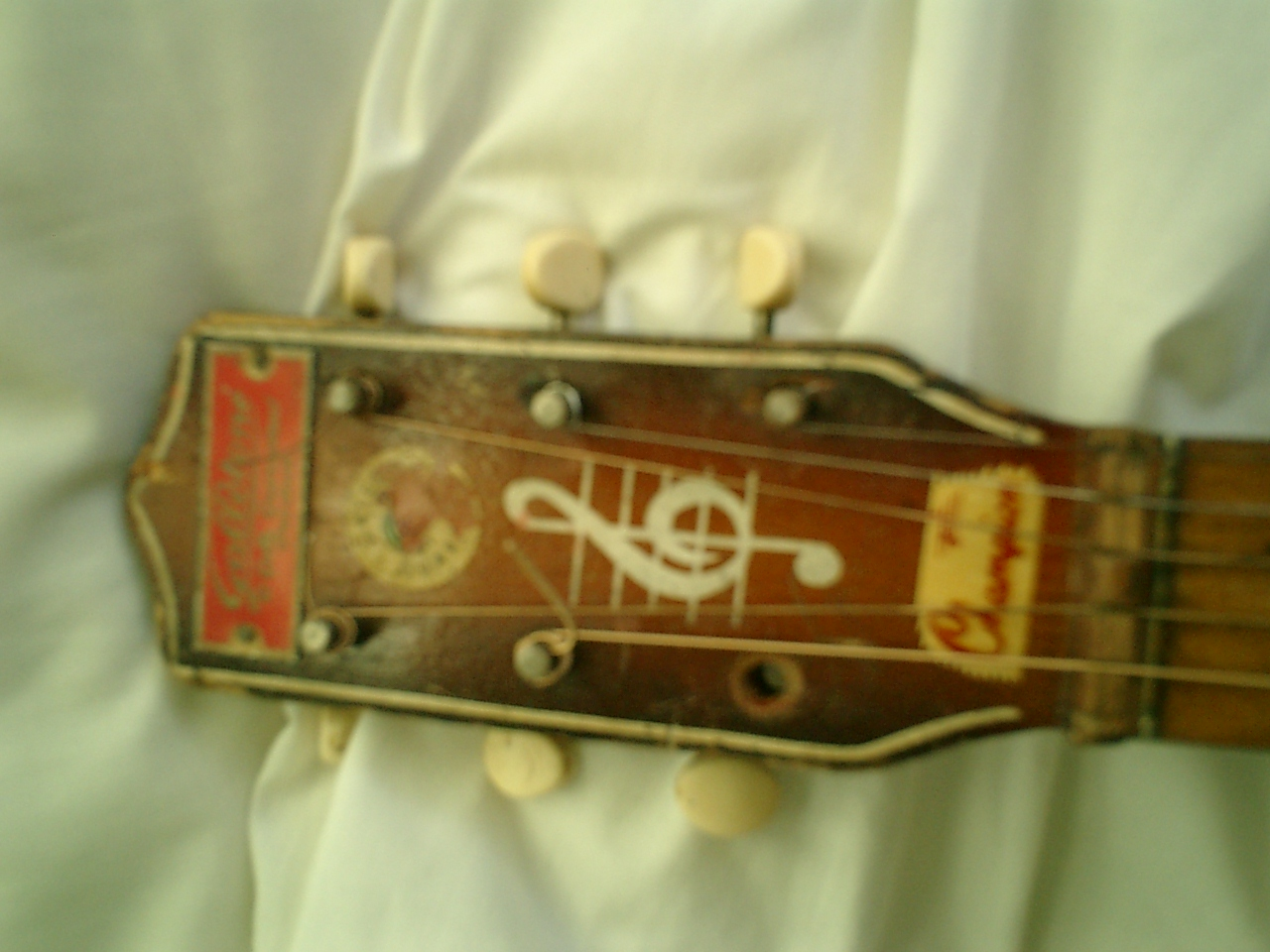
ブランド名が記されたヘッド部分。

ギャロトーン・チャンピオン・ギター (The Gallotone Champion Guitar) は、南アフリカ共和国最大のレコード会社ギャロ・レコード・カンパニー（ギャロ・アフリカ：Gallo Africa）が、1950年代から1960年代にかけて製造していたアコースティック・ギター。安価な作りで、初心者向けの楽器として数多くの国々に輸出されていた。
チャンピオン・モデルは、3/4 サイズの鉄弦を張った表面が平らなアコースティック・ギターで、層状に張り合わせた木の板でできており、「割けないことを保証します (guaranteed not to split)」と謳われていた。
ギャロトーン・チャンピオンを演奏した最も有名な人物は、おそらくはジョン・レノンであり、彼のギターは1999年にロンドンのサザビーズで行われた「ロックンロール」メモラビリアのオークションで、 £155,500 ($251,700) で落札された。ジミー・ペイジの子供の頃の写真にも、ギャロトーン・ワンダーのモデルを持ってポーズをとっているものがある。